# Esterházy Mária
Esterházy Mária (galántai grófnő) (Pozsony, 1638. február 2. – Ungvár, 1684. április 2.).

## Élete
Édesapja gróf Esterházy Miklós, édesanyja Nyáry Krisztina volt. 1652. április 28-án kötött házasságot Drugeth Györggyel (?–1662). Négy gyermekük született, ám egyik még kiskorában meghalt. Két felnőttkort megélt fiúk: Homonnai Drugeth János (1660–1682, országbíró, ungi és zempléni főispán) és Drugeth Zsigmond, és egyetlen leányuk Krisztina (1655–1691), aki előbb Forgách András, majd gróf Pálffy Ferenc, végül pedig Bercsényi Miklós neje volt.
Két magyar nyelvű levele maradt fenn, amelyeket Ungból írt Báthori Zsófiához 1660. május 18. keltezéssel; valamint Perényi Zsigmond özvegyének címezve 1662. október 26. keltezéssel.
1662–1679 között – a grófnő, mint gróf Drugeth György felső-magyarországi főgenerális özvegye és kiskorú fiainak gyámja – Ung vármegye női főispánja volt, gyakorolva az örökös főispánsághoz kötött hatalmat. A Wesselényi-összeesküvést követően, 1670-ben – amikor is Esterházy Mária birtokában volt – menekült üldöztetésekor I. Rákóczi Ferenc a beregszentmiklósi várkastélyba. E kastélyt 1673-ban Báthory Zsófia vette meg tőle 1672-ben, a Thököly-féle felkelés alatt a varannói tót templomot leromboltatta, a magyar templomot pedig átadta a katolikusoknak, szomszédságában pálos rendű kolostort alapított. 1676-ban Thököly hívei megrohanták a klastromot és kirabolták, de hat évvel később a késmárki gróf kiűzte őket és a templomot a protestánsoknak adta át.